# Gran Premio della Liberazione
O Gran Premio della Liberazione é uma corrida de ciclismo italiana disputada na cidade de Roma e seus arredores durante o 25 de abril.
Criada em 1946 como amador desde a criação dos Circuitos Continentais da UCI, em 2005 começou a fazer parte do UCI Europe Tour primeiro na categoria 2.2 (última categoria do profissionalismo) e desde 2007 está dentro da categoria 1.2U (igualmente última categoria do profissionalismo mas limitada a corredores sub-23).
De 1987 a 2012 teve edição feminina, com o mesmo nome, que se disputava no mesmo dia que a masculina e com menos 15 km que a sua homónimaa qual voltou a celebrar desde o ano de 2016 baixo o nome de Gran Premio della Liberazione PINK.
Está organizada peloVelo Clube Primavera Ciclística.

## Palmarés
| Ano  | Ganhador               | Segundo                | Terceiro                 |
| ---- | ---------------------- | ---------------------- | ------------------------ |
| 1946 | Gustavo Guglielmetti   | Spartaco Rosati        | Silvio Mazzella          |
| 1947 | Spartaco Rosati        | Paolo Santolini        | Orlando Olivieri         |
| 1948 | Bruno Fossa            | Marcello Spadolini     | Bruno Pontisso           |
| 1949 | Alfio Benfenati        | Dino Lambertini        | Fernando Cioni           |
| 1950 | Donato Piazza          | Alighiero Ridolfi      | DAlvaro Faggiani         |
| 1951 | Vincenzo Zucconelli    | Ivo Mancini            | Pietro Babini            |
| 1952 | Renzo Maurizi          | Otello Fabellini       | Brunelli                 |
| 1953 | Nazareno Venturini     | Ardelio Trape          | Vecchiarelli             |
| 1954 | Cleto Maule            | Quinto Furloni         | Alessandro Centioni      |
| 1955 | Giancarlo Ceppi        | Alberto Emiliozzi      | Quinto Furloni           |
| 1956 | Aurelio Cestari        | Alberto Emiliozzi      | Quinto Furloni           |
| 1957 | Salvatore Morucci      | Livio Trapè            | Settimio Marcotulli      |
| 1958 | Remo Tamagni           | Narducci               | Ignacio Aru              |
| 1959 | Romeo Venturelli       | Mario Bampi            | Giorgio Bigliadoni       |
| 1960 | Aurelio Bianchi        | Vincenzo Mecco         | Bruno Mealli             |
| 1961 | Teodoro Cerbella       | Alfredo Marocchi       | Mario Dei Fausto         |
| 1962 | Antonio Toniolo        | Primo Nardelo          | Marcello Mugnaini        |
| 1963 | Antonio Toniolo        | Antonio Taggliani      | Pelizotti                |
| 1964 | Carlo Storai           | Roberto Ballini        | Vincenzo Meco            |
| 1965 | Ferruccio Manza        | Luciano Soave          | Jan Smolík               |
| 1966 | Jaroslav Kvapil        | Carlo Galazzi          | Jan Smolík               |
| 1967 | Carlo Galazzi          | Giacinto Santambrogio  | Silvano Davo             |
| 1968 | Attilio Rota           | Pierfranco Vianelli    | Mario Giaccone           |
| 1969 | Pietro Mingardi        | Franco Fama            | Alexandre Kulibin        |
| 1970 | Rudolph Labus          | Franco Ongarato        | Pierino Gavazzi          |
| 1971 | Giuseppe Maffeis       | Rudolph Labus          | Franco Ongarato          |
| 1972 | Yuri Osincev           | Tullio Rossi           | Francesco Moser          |
| 1973 | Ivan Trifonov          | Rudolph Schejbal       | Karl-Dietrich Diers      |
| 1974 | Cvetko Bilic           | Rainer Salan           | Reinhard Langanke        |
| 1975 | Palmiro Masciarelli    | Rudolph Labus          | Walter Tabal             |
| 1976 | William Nickson        | Mario Gualdi           | Ricardo Magrini          |
| 1977 | Bob Downs              | Franco Tosi            | Alipi Kostadinov         |
| 1978 | Henning Jörgensen      | Georg Mount            | Norbert Dürpisch         |
| 1979 | Walter Delle Case      | Emanuele Bombini       | William Piva             |
| 1980 | Marco Cattaneo         | Silvestro Milani       | Flavio Zampi             |
| 1981 | Ivan Mitchenko         | Oleg Logvin            | Charkid Zagretdinov      |
| 1982 | Andrzej Serediuk       | Marco Vitali           | Régis Simon              |
| 1983 | Claudio Golinelli      | Thomas Barth           | Luigi Bussacchini        |
| 1984 | Manuel Jorge Domínguez | Alberto Volpi          | Steve Bauer              |
| 1985 | Gianni Bugno           | Luigi Orlandi          | Milan Jurco              |
| 1986 | Marc van Orsouw        | John Talen             | Osmany Alvarez           |
| 1987 | Dimitri Konyshev       | Bernd Gröne            | Alberto Destro           |
| 1988 | Bernd Gröne            | Mario Cipollini        | Dimitri Konyshev         |
| 1989 | Joachim Halupczok      | Claudio Brandini       | Djamolidine Abdoujaparov |
| 1990 | Uwe Winter             | Marco Artunghi         | Robert Pintaric          |
| 1991 | Andrea Solagna         | Mauro Bettin           | Simone Biasci            |
| 1992 | Vassili Davidenko      | Andrew Perks           | Sylvain Bolay            |
| 1993 | Alessandro Bertolini   | Michele Zamboni        | Ivano Zucotti            |
| 1994 | Alex Pedersen          | Michelangelo Cauz      | Luigi Simion             |
| 1995 | Paolo Valoti           | Marco Antonio Di Renzo | Claudio Camin            |
| 1996 | Davide Casarotto       | Davide Montanari       | Gilberto Zattoni         |
| 1997 | Cristiano Citton       | Torsten Nitsche        | Romāns Vainšteins        |
| 1998 | Roberto Savoldi        | Filippo Perfetto       | Eliseo Dal Re            |
| 1999 | Marco Zanotti          | Giorgio Bosisio        | Matthias Kessler         |
| 2000 | Lorenzo Bernucci       | Graziano Gasparre      | Israel Núñez             |
| 2001 | Alberto Loddo          | Yaroslav Popovych      | Daniele Pietropolli      |
| 2002 | Andrea Sanvido         | Ivan Ravaioli          | Mariusz Wiesiak          |
| 2003 | Davide Garbelli        | Denys Kostyuk          | Francesco Failli         |
| 2004 | Daniele Colli          | Juan Pablo Magallanes  | Stefano Basso            |
| 2005 | Christopher Sutton     | Riccardo Riccò         | Fabio Sabatini           |
| 2006 | Matthew Goss           | Manuel Belletti        | Cristiano Fumagalli      |
| 2007 | Manuele Boaro          | Mauro Finetto          | Simon Clarke             |
| 2008 | Andrea Grendene        | Nicola Galli           | Marcello Pavarin         |
| 2009 | Sacha Modolo           | Michael Matthews       | Francesco Lasca          |
| 2010 | Jan Tratnik            | Michael Matthews       | Edoardo Costanzi         |
| 2011 | Matteo Trentin         | Michael Hepburn        | Sonny Colbrelli          |
| 2012 | Enrico Barbin          | Andrea Fedi            | Davide Villella          |
| 2013 | Ilia Koshevoy          | Adam Phelan            | Alberto Bettiol          |
| 2014 | Evgeny Shalunov        | Simone Consonni        | Liam Bertazzo            |
| 2015 | Lucas Gaday            | Simone Consonni        | Francesco Castegnaro     |
| 2016 | Vincenzo Albanese      | Grigoriy Shtein        | Francesco Castegnaro     |
| 2017 | Seid Lizde             | Michel Piccot          | Alexandr Riabushenko     |
| 2018 | Alessandro Fedeli      | Žiga Jerman            | Gabriel Cullaigh         |

## Palmarés por países
| País                     | Vitórias |
| ------------------------ | -------- |
| Itália                   | 49       |
| União Soviética e Rússia | 6        |
| Tchecoslováquia          | 2        |
| Reino Unido              | 2        |
| Polónia                  | 2        |
| Alemanha                 | 2        |
| Dinamarca                | 2        |
| Austrália                | 2        |
| Iugoslávia               | 1        |
| Espanha                  | 1        |
| Países Baixos            | 1        |
| Eslovênia                | 1        |
| Bielorrússia             | 1        |
| Argentina                | 1        |